# Stevan Horvat
Stevan Horvat (ur. 7 października 1932 w m. Svetozar Miletić, zm. 28 maja 2018 w Suboticy) – serbski zapaśnik. W barwach Jugosławii srebrny medalista olimpijski z Meksyku.
Zawody w 1968 były jego trzecimi igrzyskami olimpijskimi, debiutował w 1960 i brał udział w igrzyskach w 1964. Walczył w stylu klasycznym. Medal wywalczył w kategorii do 70 kilogramów. Sięgnął po złoto mistrzostw świata w 1963 i 1966 oraz srebro w 1961, 1962 i 1965. Na igrzyskach śródziemnomorskich triumfował w 1959 i 1967 roku.